# كاري (رواية)
كاري (بالإنجليزية: Carrie)‏ هي رواية رعب رسائلية كتبها المؤلف الأمريكي ستيفن كينغ. كانت أول رواياته المنشورة، أُصدرت في 5 أبريل 1974، بأول نسخة مطبوعة تقريبية تصل إلى 30,000 نسخة. تدور أحداثها في عام 1979 أي في المستقبل في ذلك الوقت، تدور حول المدعوّة كاري وايت، وهي فتاة من عائلة دينية تعسّفيّة، غير مشهورة ولا تملك أي أصدقاء ومرفوضة ومتنمّر عليها في المدرسة الثانوية، تستغل قدرتها على التحريك العقلي المكتشفة حديثًا للانتقام من أولئك الذين يعذبونها. أثناء هذه العملية، تتسبب في واحدة من أسوأ الكوارث المحلية التي عانت منها البلدة. علق كينج بأنه يجد العمل «خامًا» و «له قوة مفاجئة في الأذى والرعب». إنه أحد أكثر الكتب المحظورة في مدارس الولايات المتحدة. يستخدم جزء كبير من الكتاب قصاصات الصحف ومقالات المجلات والرسائل ومقتطفات من الكتب لتوضيح كيف دمرت كاري مدينة تشامبرلين الخيالية في ولاية مين بينما كانت تنتقم من زملائها الساديين في الصفوف ووالدتها مارغريت.
أُصدرت العديد من الإصدارات المتبناة عن كاري، بما في ذلك فيلم روائي عام 1976، ومسرحيّة غنائية في برودواي عام 1988، وإحياء خارج برودواي عام 2012، وفيلم روائي متمم عام 1999، وفيلم تلفزيوني عام 2002، وفيلم روائي عام 2013، وحلقة تلفزيونية خاصة من مسلسل ريفرديل عام 2018. هذا الكتاب مخصص لزوجة كينغ، تابيثا كينغ: «هذا من أجل تابي، التي أدخلتني فيه -ثم أخرجتني منه».

## حبكة الرواية
في ولاية مين بلدة تشامبرلين، عاشت كاريتا «كاري» وايت، فتاة تبلغ من العمر 16 عامًا والتي كانت هدفًا للسخرية بسبب مظهرها الرث والمعتقدات الدينية غير المألوفة التي تغرسها فيها والدتها الاستبدادية مارغريت. في يوم من الأيام، عانت كاري من حيضها الأول وهي تستحم بعد درس التربية البدنية؛ كاري المفزوعة لا تعرف شيئًا عن الحيض لأن والدتها، التي تحتقر كل ما يتعلق بالعلاقة الحميمة، لم تخبرها أبدًا عن ذلك. زملاء كاري، بقيادة فتاة شهيرة ثرية تدعى كريس هارغينسن، أخذوا يلقون سدادات قطنية وفوط صحية عليها. ساعدتها المعلمة الرياضية ريتا ديجاردين، في تنظيف نفسها محاولةً أن تشرح لها. في طريقها إلى المنزل، تطور لدى كاري قدرة غير عادية للتحكم في الأشياء من مسافة بعيدة. مارغريت اتهمت كاري بالخطيئة بشراسة وحبستها في خزانة حتى تُصلّي.
في اليوم التالي، أدانت ديجاردين الفتيات اللواتي تنمّرن على كاري وعاقبتهُن بالحجز لمدة أسبوع، مع عقوبة تخطيهن الإيقاف وإقصائهن من حفلة المدرسة السنوية؛ هذه العقوبة أُعطيت لكريس عندما غادرت بتحدّ. بعد محاولة فاشلة لاستعادة امتيازاتها من خلال والدها المحامي المؤثر، قررت كريس الانتقام من كاري. سو سنيل، فتاة أخرى شهيرة، شعرت بالعار بسبب سلوكها السابق وأقنعت صديقها، تومي روس، أن يدعو كاري لحضور الحفل بدلًا منها. شعرت كاري بالريبة، لكنها قبلت عرضه، وبدأت في خياطة فستان الحفل. في هذه الأثناء، أقنعت كريس صديقها بيلي نولان وأصدقائه بجمع دلوين من دم الخنزير وهي تستعد لإجراء تزوير في انتخابات ملكة الحفلة لصالح كاري.
سارت الحفلة الموسيقية بشكل جيد في البداية بالنسبة لـ كاري: أصدقاء تومي رحبوا بها، ووجد تومي نفسه مُنجذبًا إليها. كانت خطة كريس للتلاعب في الانتخابات ناجحة، وفي لحظة التتويج، قامت كريس، من الخارج، بإلقاء الدماء على رؤوس كاري وتومي. وقع تومي فاقدًا الوعي بسبب أحد الدلاء ومات في غضون دقائق. مشهد كاري المنقوعة بالدماء أثار ضحك الجمهور. غير قادرة على تحمل الإذلال، غادرت كاري المبنى.
في الخارج، تذكرت كاري قدرتها على التحريك الذهني وقررت الانتقام من معذبيها. مُستخدمةً قوتها، أغلقت الصالة الرياضية بإحكام، ونشّطت نظام الرش وسبّبت حريقًا أشعل في نهاية المطاف خزانات الوقود في المدرسة، مما تسبب في انفجار هائل دمّر المبنى. قُتل الحاضرون في الحفل إما بصدمة كهربائية أو احتراقًا بسبب النار أو اختناقًا من الدخان. كاري، في نوبة غضب عارمة، أحبطت أي جهد قادم لمحاربة الحريق من خلال فتح الصنابير داخل محيط المدرسة، ثم تدمير محطات الوقود وقطع خطوط الكهرباء في طريقها إلى المنزل. وهي تفعل كل هذا، بثّت رسالة تخاطريّة، جاعلةً سكان البلدة يدركون أنها هي سبب المذبحة، حتى لو كانوا لا يعرفون من هي.
عادت كاري إلى المنزل لمواجهة مارغريت، التي تعتقد أنها مملوكة للشيطان ويجب قتلها. أخبرتها مارغريت أن حملها كان نتيجة لما قد يكون اغتصابًا زوجيًا. طعنت كاري في كتفها بسكين مطبخ، لكن كاري قتلتها بإيقاف قلبها عقليًا.
جريحةً على نحو مميت، شقّت كاري طريقها إلى منزل ريفيّ حيث ولدت. رأت كريس وبيلي يغادران، بعد أن أبلغهما أحد أصدقاء بيلي بالدمار. بعد محاولات بيلي للهروب من كاري، سيطرت عقليًا على سيارته وأرسلتها بسرعة لتصطدم في حائط الحانة، قاتلةً كل من بيلي وكريس. وصلت سو، التي كانت تتابع «بث» كاري، إلى موقف السيارات لتجد كاري منهارةً، وتنزف من جرح السكين. جرت بينهما محادثة تخاطريّة مختصرة. اعتقدت كاري أن سو وتومي قد ساهما في المقلب، لكنها أدركت أن سو بريئة ولم تشعر أبدًا بالعداء الحقيقي تجاهها. كاري غفرت لها، ثم ماتت وهي تصرخ مُناديةً والدتها.
أُعلنت حالة الطوارئ، وبينما يضع الناجون خططًا للانتقال، توقعت تشامبرلين الخراب على الرغم من تخصيص الحكومة الأموال اللازمة لإعادة تأهيل المناطق العُمالية. ألقت ديجاردين ومدير المدرسة اللوم على أنفسهم لما حدث واستقالا من التدريس. نشرت سو مذكرة بناءً على تجاربها. بينما يخلص تقرير «اللجنة البيضاء» إلى أنه لن يكون هناك آخرون مثل كاري، كتبت امرأة من أبالاشيا بحماس إلى أختها عن قوى التحريك العقلي لابنتها الرضيعة وتذكّر بجدتهم، التي كانت تمتلك قدرات مماثلة.

## روابط خارجية
- كاري على موقع الموسوعة البريطانية (الإنجليزية)